# Psychotria boholensis
Psychotria boholensis är en måreväxtart som beskrevs av Elmer Drew Merrill, Seymour Hans Sohmer och Aaron Paul Davis. Psychotria boholensis ingår i släktet Psychotria och familjen måreväxter. Inga underarter finns listade i Catalogue of Life.